# Лахов Грабен
Лахов Грабен (словен. Lahov Graben) — поселення в общині Лашко, Савинський регіон, Словенія. Висота над рівнем моря: 380,8 м.